# Armada del Cuerpo de la Guardia Revolucionaria Islámica
La Armada del Cuerpo de la Guardia Revolucionaria Islámica (persa: نیروی دریایی سپاه پاسداران انقلاب اسلامی , romanizado: niru-ye daryâyi-e sepâh-e pâsdârân-e enghelâb-e eslâmi; oficialmente abreviado NEDSA (persa: ندسا), también conocido como el Sepah Navy y por las siglas en inglés IRGCN) es el servicio de guerra naval del Cuerpo de la Guardia Revolucionaria Islámica fundado en 1985, y una de las dos fuerzas marítimas de Irán, paralela a la Armada de la República Islámica de Irán. El IRGC ha sido designado como organización terrorista por los gobiernos de Bahréin, Arabia Saudita y Estados Unidos. La Armada del CGRI ha mejorado constantemente sus capacidades para apoyar la guerra no convencional y defender las instalaciones marinas, las costas y las islas de Irán en el Golfo Pérsico.